# Erich Seifritz

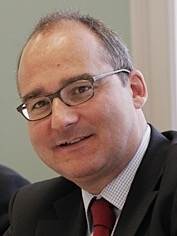
Erich Seifritz (2018)

Erich Seifritz (* 1961; heimatberechtigt in Gossau SG) ist ein Schweizer Psychiater, Klinikdirektor und Hochschullehrer.

## Leben
Seifritz studierte ab 1980 Medizin an der Universität Basel, absolvierte 1987 das Staatsexamen und wurde 1991 promoviert. Als Assistenzarzt war er an der Kantonalen Psychiatrische Klinik Königsfelden (1988/89), der Geriatrisch-medizinischen Klinik und Memory Clinic Basel (1990/91), der Psychiatrischen Universitätsklinik Basel (1991–95) und dem Department of Psychiatry der University of California, San Diego (1995–97) tätig. 1997 wurde er als Spezialarzt FMH für Psychiatrie und Psychotherapie approbiert. Von 1997 bis 2003 war er Oberarzt an der Psychiatrischen Universitätsklinik Basel. Ab 2000 hatte Seifritz eine Assistenzprofessur der Universität Basel (bis 2004) und eine Förderungsprofessur des Schweizerischen Nationalfonds (bis 2006) inne. 2001 wurde er an der Universität Basel habilitiert. Von 2004 bis 2007 arbeitete Seifritz als Vizedirektor der Universitätsklinik für Psychiatrie in Bern. 2006 ernannte ihn die Universität Bern zum Titularprofessor. Von 2007 bis 2009 war er Ärztlicher Direktor der Privatklinik für Psychiatrie und Psychotherapie Sanatorium Kilchberg.
Seit dem 1. Februar 2009 ist Erich Seifritz in Nachfolge von Daniel Hell ordentlicher Professor für Psychiatrie an Universität Zürich und Direktor der Klinik für Affektive Erkrankungen und Allgemeinpsychiatrie Zürich Ost an der Psychiatrischen Universitätsklinik Zürich.
Seine Forschungsschwerpunkte liegen in der Ätiologie, Diagnose und Therapie von affektiven und Angsterkrankungen. Für 2021 wurde Seifritz die Wagner-Jauregg-Medaille der Österreichischen Gesellschaft für Neuropsychopharmakologie und Biologische Psychiatrie zugesprochen.
Seifritz wohnt in Bolligen. In der Schweizer Armee ist er Truppenarzt mit dem Dienstgrad Oberleutnant.

## Schriften (Auswahl)
- Differentialdiagnose der Demenz im Frühstadium. Untersucht an 325 Patienten der Memory Clinic. 1991 (Dissertation, Universität Basel).
- Towards the neurobiology of depression. Basel 2000 (Habilitationsschrift, Universität Basel, 2000).
- hrsg. mit Heinz Böker: Psychotherapie und Neurowissenschaften: Integration – Kritik – Zukunftsaussichten. Hans Huber, Bern 2012, ISBN 978-3-456-85047-4.
- mit Hans Rudolf Olpe: Bis er uns umbringt? Wie Stress Körper und Gehirn attackiert – und wie wir uns schützen können. Hans Huber, Bern 2014, ISBN 978-3-456-85446-5.